# Reg Schroeter
Reg Schroeter (né le 11 septembre 1921 à Ottawa au Canada et mort le 30 juillet 2002 dans la même ville) est un joueur canadien de hockey sur glace. Lors des Jeux olympiques d'hiver de 1948 disputés à Saint Moritz, il remporte la médaille d'or.